# كريستي ويد
كريستي ويد (بالإنجليزية: Kirsty Wade) هي منافسة ألعاب القوى بريطانية، ولدت في 6 أغسطس 1962 في Girvan ‏ في المملكة المتحدة.

## وصلات خارجية
- كريستي ويد على موقع الاتحاد الدولي لألعاب القوى (الإنجليزية)
- كريستي ويد على موقع اللجنة الأولمبية الدولية (الإنجليزية)
- كريستي ويد على موقع أوليمبيديا (الإنجليزية)
- كريستي ويد على موقع اللجنة الأولمبية البريطانية (الإنجليزية)
- كريستي ويد على موقع اتحاد ألعاب الكومنولث (مؤرشف) (الإنجليزية)